# Большая Северная (приток Чубура)
Большая Северная — река в России, протекает в Кемеровской и Новосибирской областях. Устье реки находится в 35 км по левому берегу реки Чубур. Длина реки составляет 11 км.

## Данные водного реестра
По данным государственного водного реестра России относится к Верхнеобскому бассейновому округу, водохозяйственный участок реки — Томь от города Кемерово и до устья, речной подбассейн реки — Томь. Речной бассейн реки — (Верхняя) Обь до впадения Иртыша.